# Irlanda ai Giochi della VIII Olimpiade
L''Irlanda ai Giochi della VIII Olimpiade', svoltisi a Parigi dal 4 maggio al 27 luglio 1924, partecipò con una delegazione di 48 atleti, di cui 2 donne, impegnati in 6 discipline, senza aggiudicarsi medaglie. Si trattò del debutto olimpico della Repubblica d'Irlanda, resasi indipendente dal Regno Unito nel 1922.
Il Consiglio olimpico irlandese era stato ammesso al Comitato olimpico internazionale dopo l'indipendenza del 1922 dello Stato Libero d'Irlanda dal Regno Unito di Gran Bretagna e Irlanda. Il Consiglio si considerava un organismo di tutta l'Irlanda, compresa l'Irlanda del Nord e il Free State; gareggiava come "Irlanda" piuttosto che come "Irish Free State". La squadra ha utilizzato il tricolore irlandese come bandiera e l'inno "Let Erin Remember".

## Risultati

### Calcio
| Atleta | Classifica |                    |
| --- | --- | ------------------ |
| V · D · M Nazionale irlandese · Calcio ai Giochi Olimpici Estivi 1924 P O'Reilly · D Crawford · D Kerr · D McCarthy · D Murphy · C Dykes · C McKay · C Muldoon · C Robinson · C Thomas · A Dowdall · A Duncan · A Farrell · A Ghent · A Hannon · A Kendrick · A Murray · CT : Harris | 5° |                    |
| Nazionale irlandese · Calcio ai Giochi Olimpici Estivi 1924 | |                    |
| P O'Reilly · D Crawford · D Kerr · D McCarthy · D Murphy · C Dykes · C McKay · C Muldoon · C Robinson · C Thomas · A Dowdall · A Duncan · A Farrell · A Ghent · A Hannon · A Kendrick · A Murray · CT: Harris                                                                        | P O'Reilly · D Crawford · D Kerr · D McCarthy · D Murphy · C Dykes · C McKay · C Muldoon · C Robinson · C Thomas · A Dowdall · A Duncan · A Farrell · A Ghent · A Hannon · A Kendrick · A Murray · CT: Harris | Irlanda (bandiera) |

### Pallanuoto
| Atleta | Classifica                                                                                       |                    |
| --- | ------------------------------------------------------------------------------------------------ | ------------------ |
| V · D · M Nazionale maschile irlandese di pallanuoto · Giochi olimpici - Parigi 1924 Barrett · Beckett · Brady · Convery · Fagan · M. O'Connor · Purcell · Judd · J. O'Connor · CT : - | 9°                                                                                               |                    |
| Nazionale maschile irlandese di pallanuoto · Giochi olimpici - Parigi 1924 |                                                                                                  |                    |
| Barrett · Beckett · Brady · Convery · Fagan · M. O'Connor · Purcell · Judd · J. O'Connor · CT: -                                                                                       | Barrett · Beckett · Brady · Convery · Fagan · M. O'Connor · Purcell · Judd · J. O'Connor · CT: - | Irlanda (bandiera) |